# 馬車の比喩
馬車の比喩（ばしゃのひゆ）は、プラトンが『パイドロス』において魂の三分説を表現するのに用いた比喩。

## 内容
馬車の比喩は、『パイドロス』内で披露される3番目の物語の中で用いられている（244A-257B）。
その物語の中の「魂の本来の相」を描写するくだりで、ソクラテスは魂の似姿を「二頭立ての馬車（戦車、希: ἅρμα, hárma, ハルマ、チャリオット）と、その御者」として描写する（246A-）。またその少し後にもより詳細に説明される（253C-）。
それによると、二頭の馬と御者はそれぞれ翼を持っていて、右手の馬は姿が端正で、節度と慎みを持ち、鞭打たずとも言葉で命じるだけで従う善い馬で、左手の馬は、姿は醜悪で、放縦と高慢であり、鞭と突き棒によってようやく言うことを聞く悪い馬。すなわち、魂の三分説との対応関係で言うと、
- 御者 = 理知（希: λόγος, ロゴス）
- 右手の馬 = 気概（希: θυμός, テューモス）
- 左手の馬 = 欲望（希: ἐπιθυμία, エピテューミア）

となるように配置されている。
物語内では、この左の悪い馬（欲望）をしっかりと訓練していない魂は、天球外の「真理の野」にある様々な真実在（イデア）を観照する饗宴を開くべく天球の頂上へと上り詰めていく神々を追って付いていく際に、この馬（欲望）が地の方へと傾き、下へと引っ張る重荷となって十分な高度を稼げず、天球の外に出ることができないまま似たような魂と揉み合い踏み合い突き合いとなり、多くの魂がその翼を傷つけたり折ったりし、真実在を観照に与れず浄められることもなく、翼の原質となる「真理の野」の牧草を得ることもできないまま、立ち去って思惑（ドクサ）をその身を養う糧とするようになり、そうして地上に堕ちてきた魂は、肉体に寄生し、新たな翼が生える一万年後まで、1000年周期の輪廻転生を10回繰り返すことになるが、3回連続で愛知の生涯を送った魂だけは例外的に、その3000年のみで翼が生えて飛び去っていける、と説明される。